# Chemilla
Chemilla är en kommun i departementet Jura i regionen Bourgogne-Franche-Comté i östra Frankrike. Kommunen ligger i kantonen Arinthod som tillhör arrondissementet Lons-le-Saunier. År 2016 hade Chemilla 116 invånare.

## Befolkningsutveckling
Antalet invånare i kommunen Chemilla
Referens:INSEE